# Green Monster (Rekordfahrzeug)

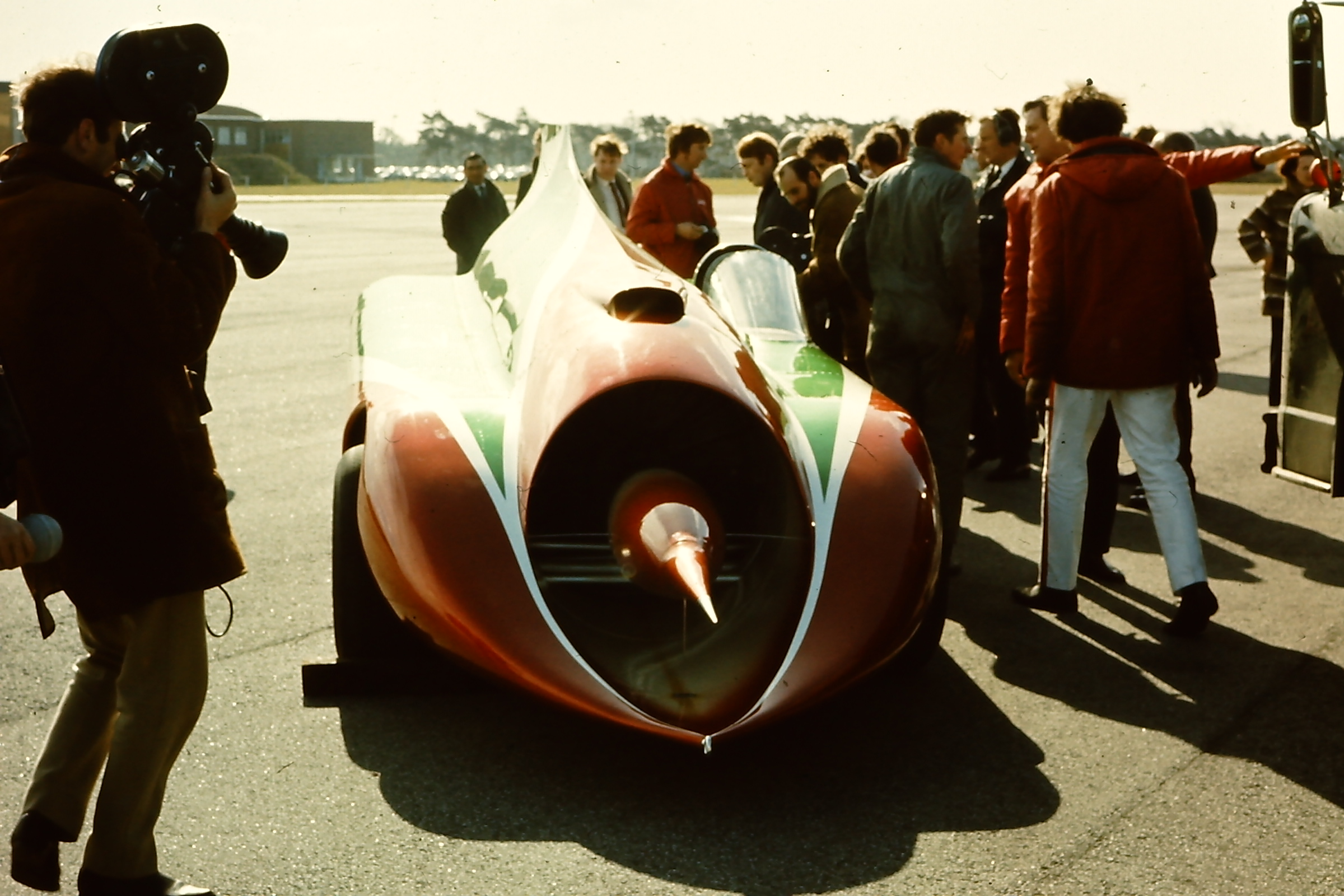
Das Green-Monster-Turbinenfahrzeug von vorne, ca. 1968 auf dem Bornemouth Airfield

Den Namen Green Monster (Grünes Monster) trugen und tragen eine Reihe von Fahrzeugen, die von Art Arfons, seinem Halbbruder Walt (und später auch von Arfons Sohn Tim) für Beschleunigungsrennen und zur Erringung von Geschwindigkeitsrekorden gebaut wurden. Sie reichten von Dragstern bis zu einem Fahrzeug mit Turbinenantrieb, das zwischen 1964 und 1965 dreimal für kurze Zeit den Geschwindigkeitsrekord für Landfahrzeuge hielt.

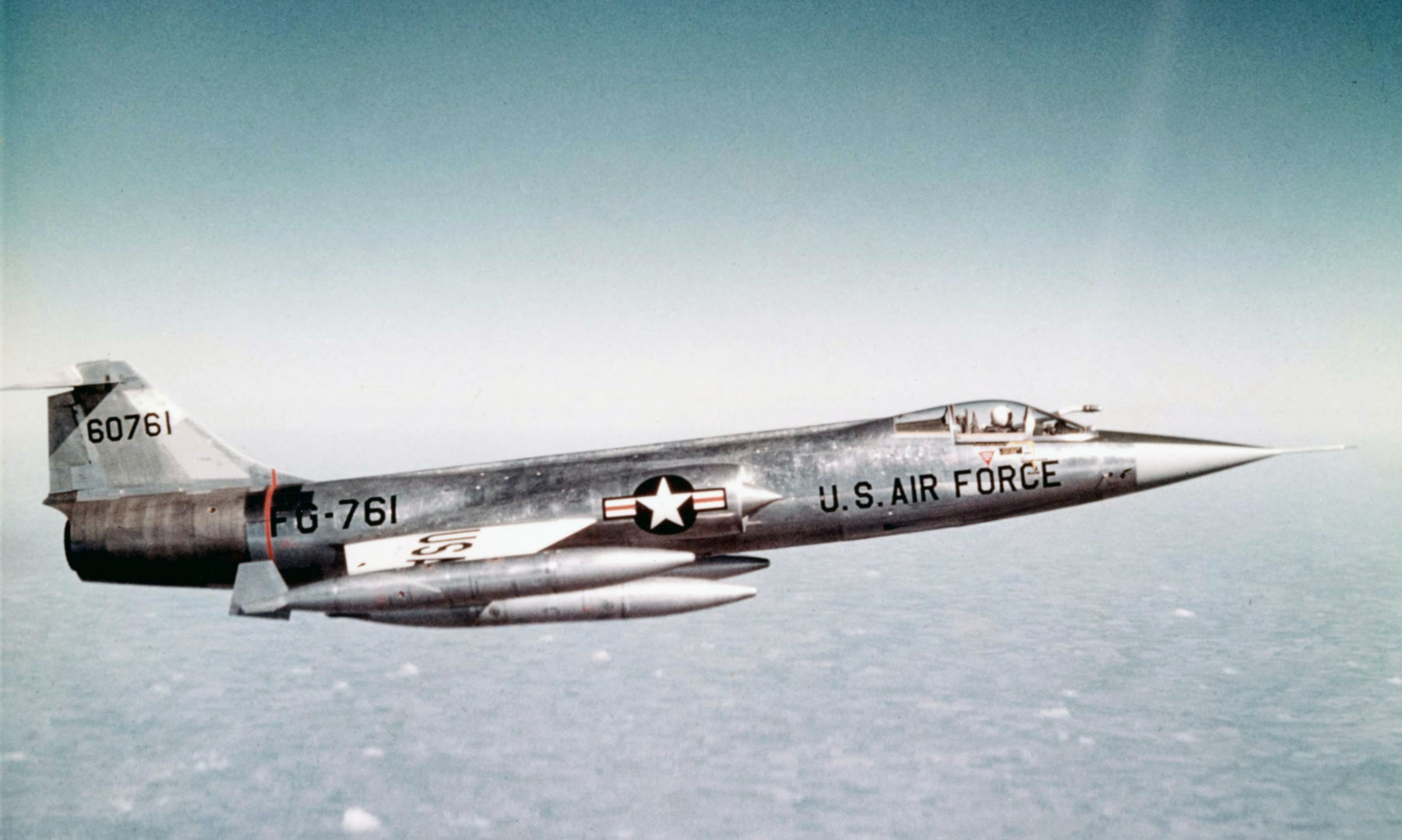
Das zugrunde liegende Basisflugzeug: Lockheed F-104A-10

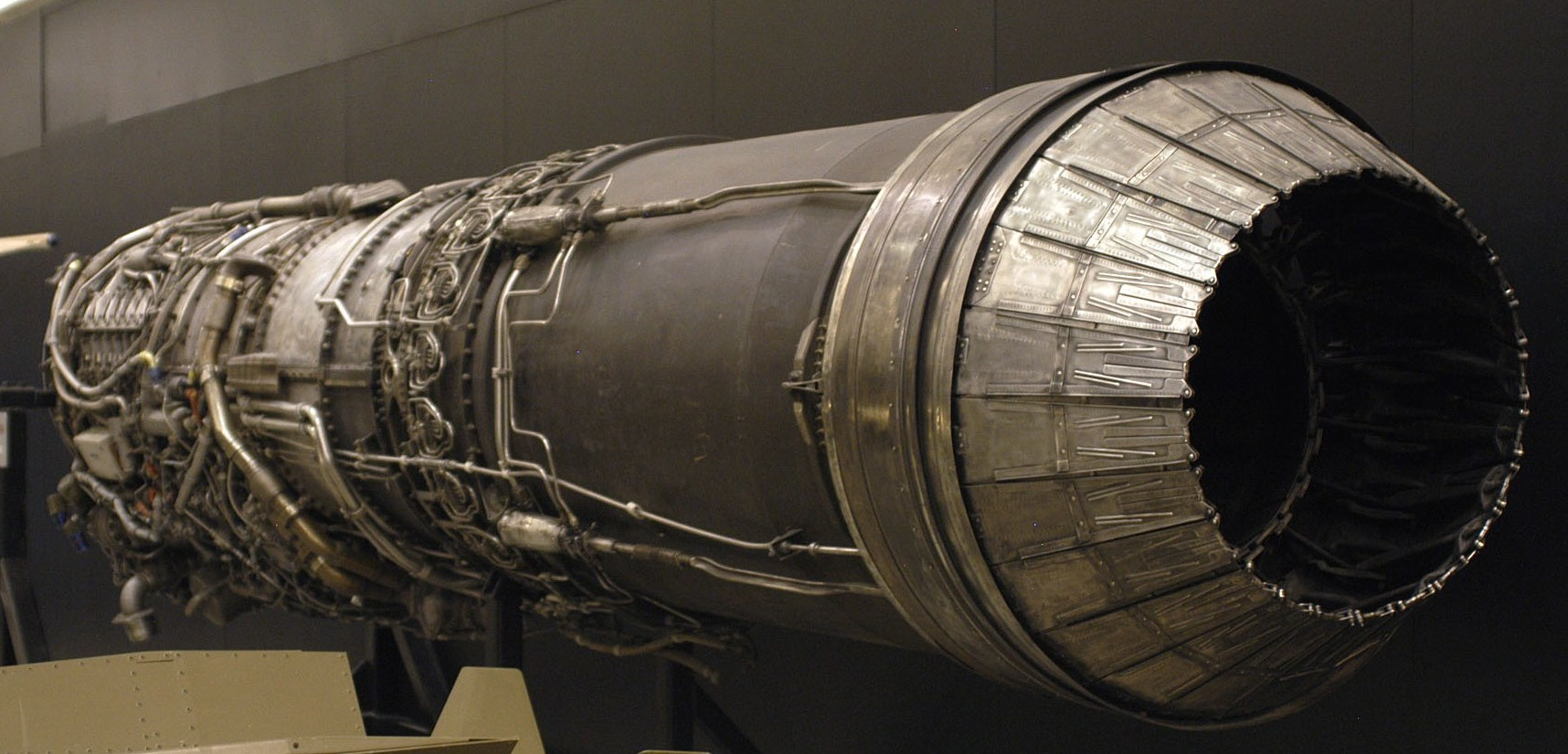
General Electric J79, die militärische Version des Triebwerkes

Die drei während des engen Wettbewerbs zwischen Arfons mit dem Green Monster und Craig Breedlove mit dem Spirit of America aufgestellten „Land speed record“ in den Jahren 1964 und 1965 waren „absolute Rekorde“, also keine Klassenrekorde. Green Monster wurde von einer General-Electric-J79-Turbine angetrieben, die von einem Lockheed F-104 „Starfighter“ stammte. Das Strahltriebwerk leistete 17.000 PS und war mit einem vierstufigen Nachbrenner ausgestattet.

## „Green Monster“ als Dragster
Green Monster wurde 1952 erstmals aufgebaut. Das Fahrzeug war ein Dragster, der von einem Oldsmobile-Sechszylindermotor angetrieben und mit übrig gebliebener grüner Traktorfarbe lackiert wurde. Den Namen gebrauchte Streckensprecher Ed Piasczik (Paskey) beim ersten Auftritt des Autos; lachend sagte er: „Okay Leute, hier kommt es, das grüne Monster.“ Arfons übernahm diese Bezeichnung für alle seine Fahrzeuge, ähnlich wie Don Garlits den Namen „Swap Rat“. Das Auto erreichte nur 85 mph (137 km/h) über die Viertelmeile, 20 mph (30 km/h) langsamer als der Schnellste.
1953 präsentierte Art Arfons Green Monster 2, ein 20 ft (6 m) langes sechsrädriges (Zwillingsbereifung hinten) Fahrzeug, das von einem Allison V12-Flugmotor angetrieben wurde. Damit erreichte er in der ersten Ausbaustufe 160 km/h über die Viertelmeile.
Green Monster 2 wurde von Arfons’ Mutter mit einem Nose-art-Design mit offenem Mund und großen Zähnen bemalt, um den Kampfflugzeugen Curtiss P-40 der „Flying Tigers“ aus dem Zweiten Weltkrieg zu ähneln. Die Höchstgeschwindigkeit des Autos wurde auf 435 km/h (270 mph) in Anbetracht der damaligen relativ primitiven Möglichkeiten der Zeitnahme geschätzt; mit stehendem Start erreichte es in neun bis zehn Sekunden 225 km/h (140 mph). Der Dragster hatte Pkw-Reifen und benötigte vier Räder an der Hinterachse, um die Leistung einigermaßen auf die Straße zu übertragen. Bei der ersten World Series of Drag Racing in Lawrenceville, Illinois, wurde die beste Höchstgeschwindigkeit mit 213,00 km/h (132,35 mph) angegeben und schließlich ein Weltrekord von 233,61 km/h (145,16 mph) erreicht. Zwischen 1955 und 1959 hieß das eingesetzte Modell Green Monster #5; es beschleunigte innerhalb von 8,80 s auf 157,89 mph.
Die späteren Fahrzeuge hatten verschiedene Lackierungen, bei denen Grün nicht unbedingt die dominierende Farbe war. Der sechsrädrige Green Monster 6, wieder mit Zwillingsbereifung an den Hinterrädern, war der erste Dragster, der über die Viertelmeile 241 km/h (150 mph) erzielte. Green Monster 11, Art Arfons’ persönlicher Favorit, erreichte 191 mph und schlug damit Don Garlits.
Arfons setzte V-12-Flugmotoren Allison V1710 in mehreren seiner Dragster, wie zum Beispiel im Green Monster #15, der auch unter dem Namen „Anteater“ (Ameisenbär) bekannt war.
Tim Arfons, der Sohn von Art, baute 2012 den von seinem Vater 1971 konstruierten Dragster Green Monster #19 neu auf. Dieses Fahrzeug basiert auf einem Front-Engine Top Fuel Dragster, der statt mit einem V8-Motor mit einer Hubschrauber-Gas-Turbine vom Typ General Electric T58 bestückt ist, die die Hinterräder antreibt. Ursprünglich war das Fahrzeug für den Renneinsatz sowohl in der International Hot Rod Association (IHRA) als auch in der American Hot Rod Association (AHRA) gedacht, wird aber gegenwärtig nur zu Demonstrations- und Showläufen eingesetzt.

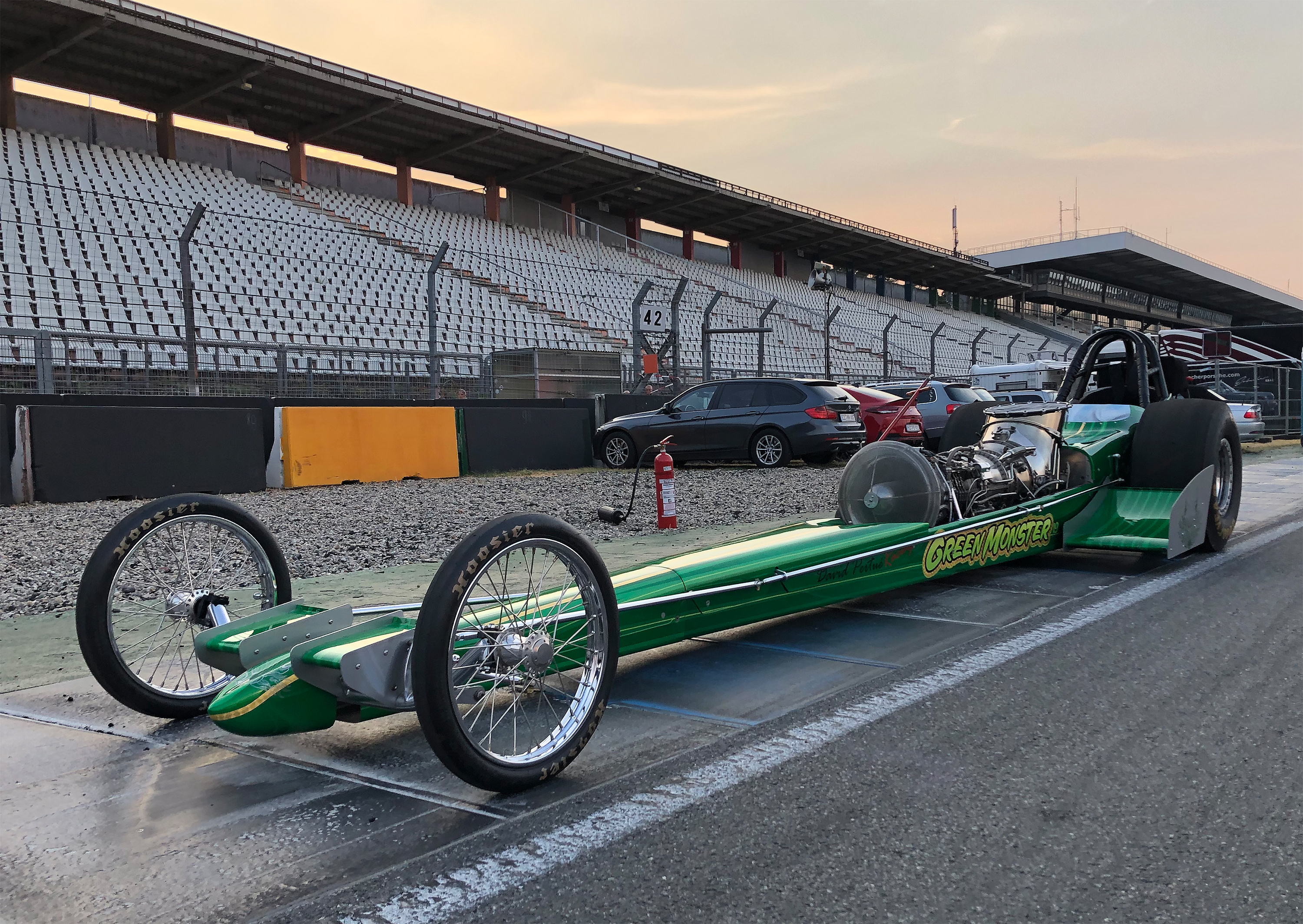
Green Monster #19, ein Jet-Dragster mit Rad-Antrieb
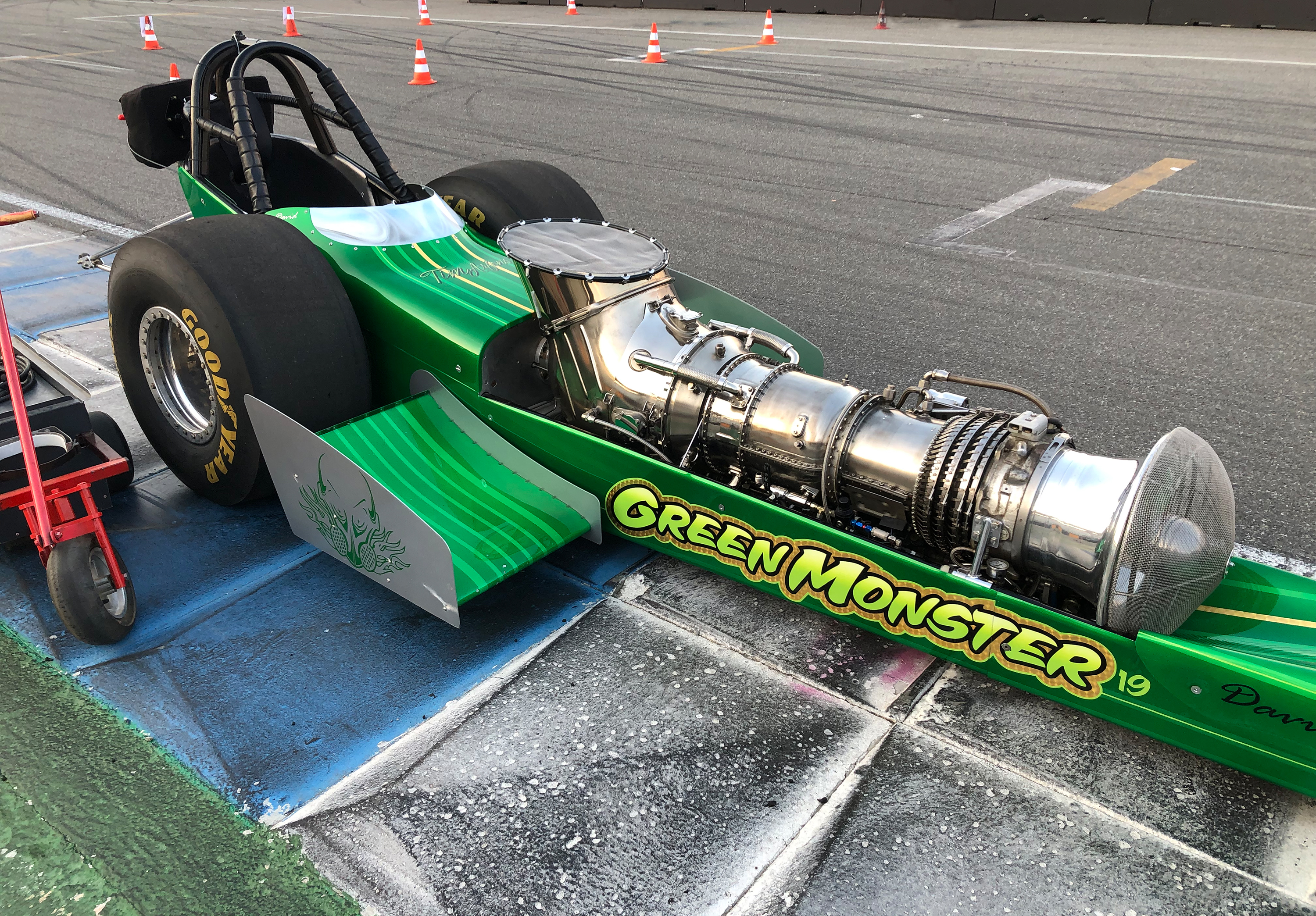
Die Turbine: Die Welle zur Kraftübertragung an die Hinterräder verläuft direkt zwischen den Beinen des Piloten
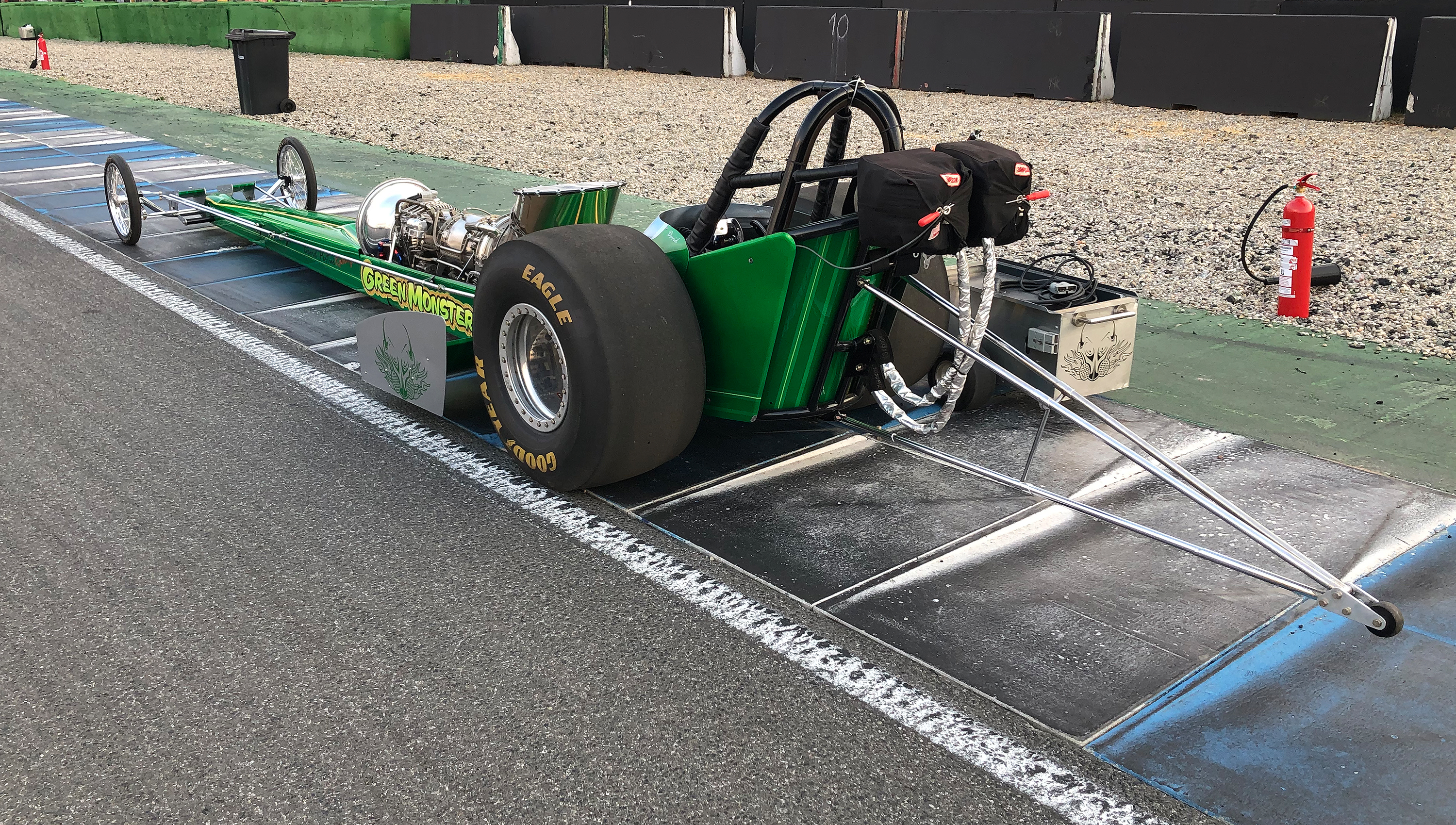
Heckansicht mit Bremsschirm und sog. „Wheeliebar“ (zum Vermeiden eines Überschlags)
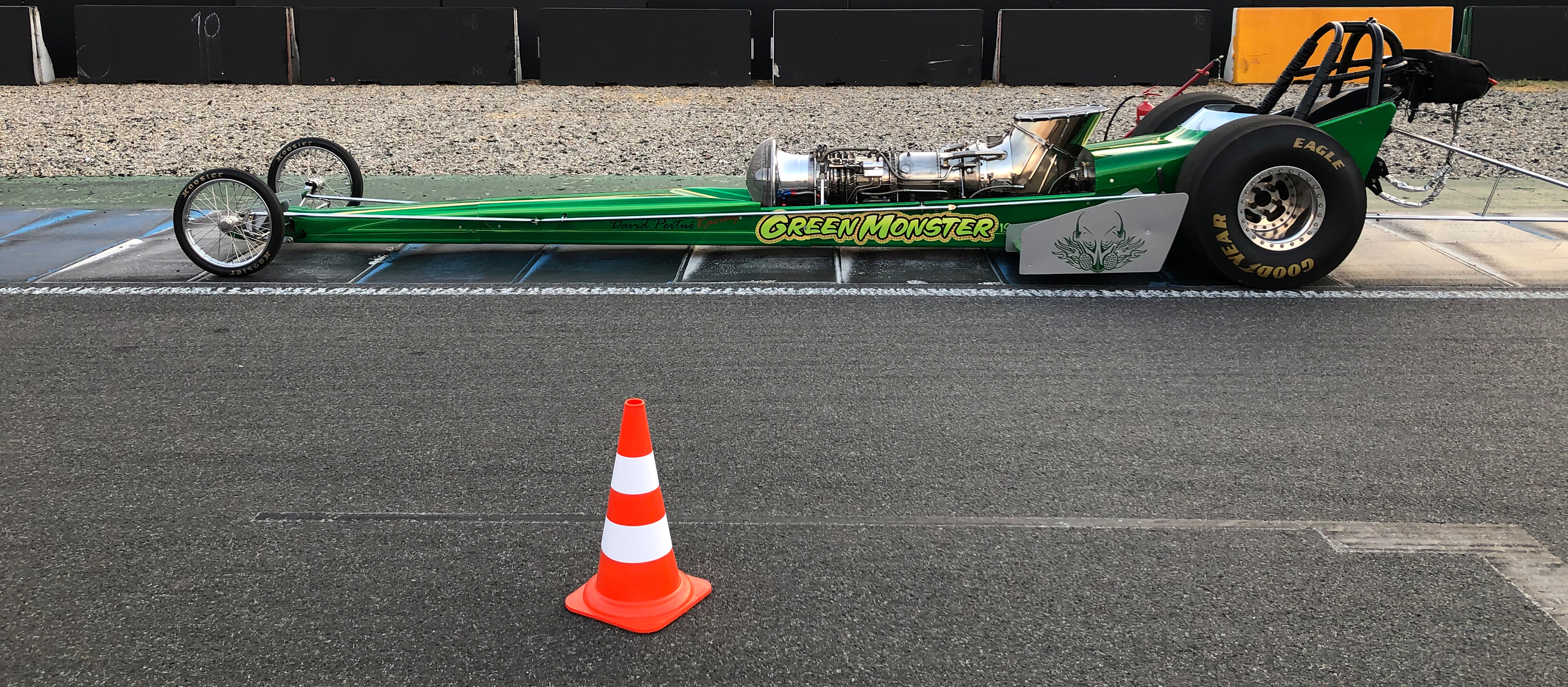
Green Monster#19

## „Green Monster“ als Land Speed Record-Fahrzeug

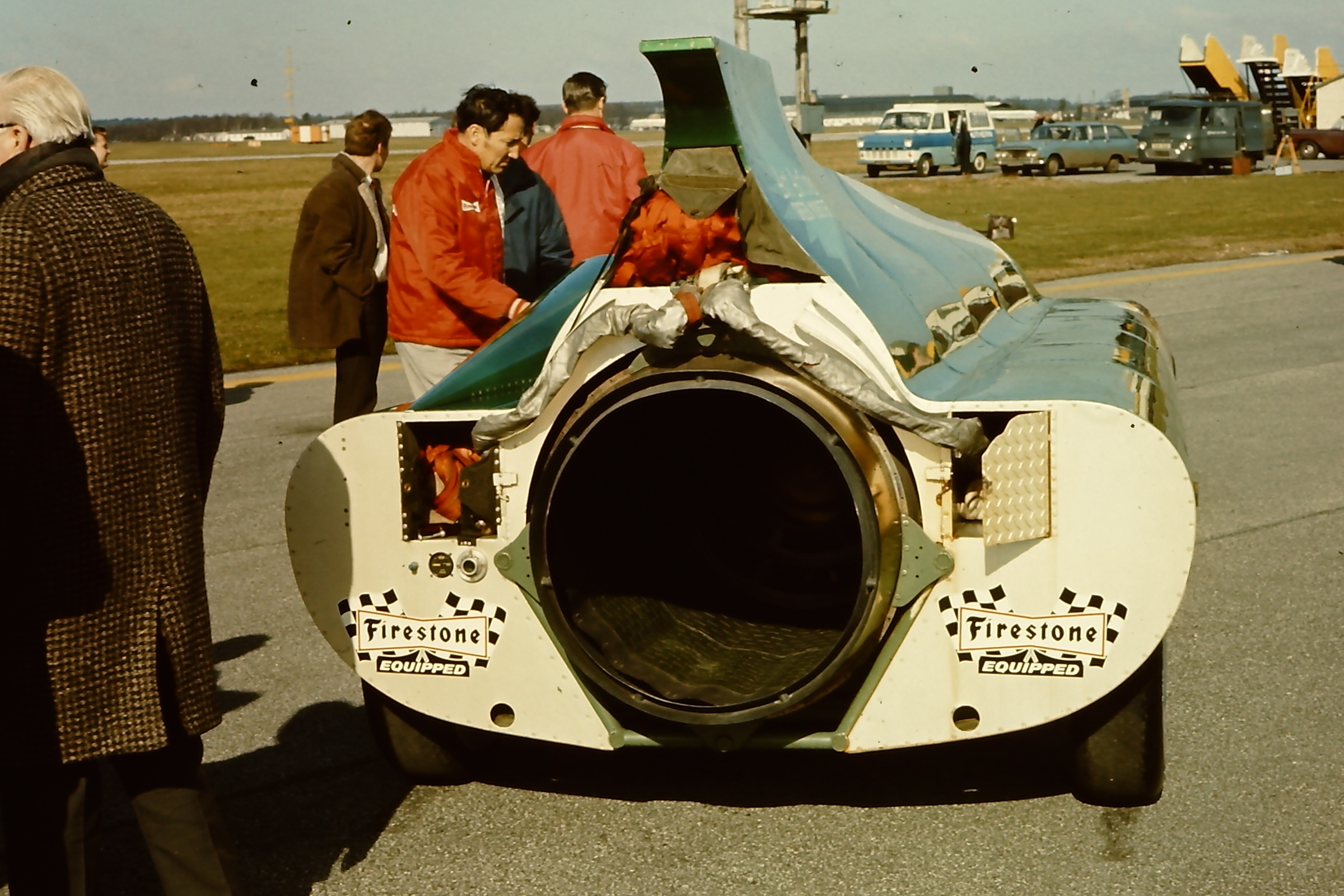
Green Monster: Das Heck mit der Auslassdüse und den beiden Bremsschirmen.

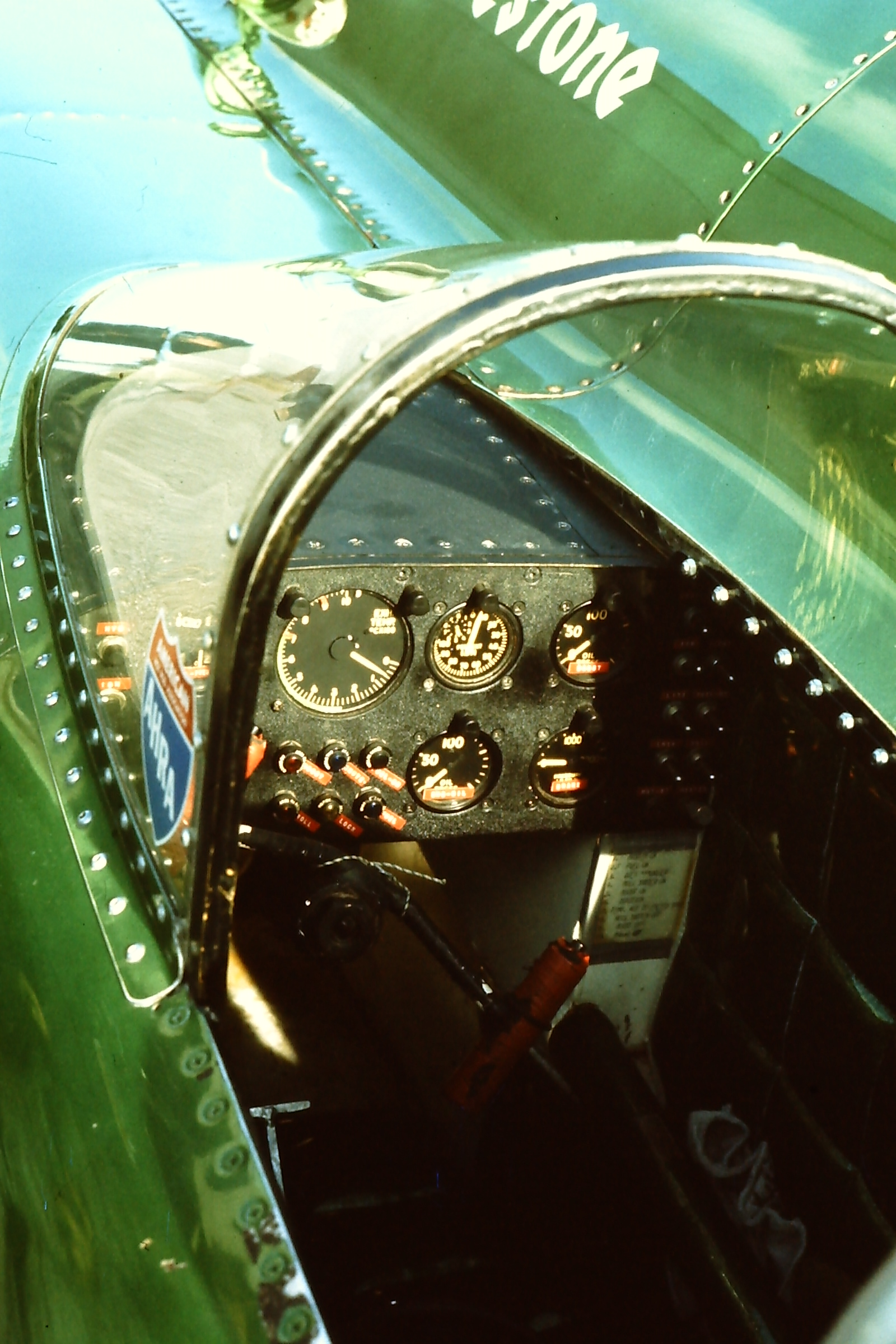
Green Monster - Cockpit

### Allgemeines
Nach der gemeinsamen Drag Racing-Epoche trennten sich die Arfons-Brüder, gründeten jeweils eigene Teams und konzentrierten sich auf „Land speed records“.
Die bekannteste Version von Green Monster trieb ein gebrauchtes F-104-Starfighter-General-Electric-J79-Triebwerk an, das einen statischen Schub von 78 kN (entspricht 17.000 PS bei ca. 580 km/h) mit vierstufigem Nachbrenner erzeugte. Arfons hatte die Turbine, die wegen Schäden durch das Einsaugen eines Bolzens ausgemustert worden war, für 5.000 US-Dollar von einem Schrotthändler gekauft, und baute sie „nur nach Gefühl“ wieder auf, da alle Handbücher für das Triebwerk zu dieser Zeit noch als geheim eingestuft waren. Der Hersteller General Electric riet von einem Einsatz ab, und die US-Regierung hatte Einwände gegen eine zivile Nutzung dieses Triebwerks. Arfons entfernte 60 von ungefähr 1000 Turbinenschaufeln im Motor und entfernte auch ihre Gegenstücke bei 180 Grad, um das Gleichgewicht zu halten. Er testete das Triebwerk, indem er es an Bäume in seinem Garten band.

### Die Rekorde
Alle Rekordfahrten fanden auf den Bonneville Salt Flats in Utah (USA) statt.
- 5. Oktober 1964: 434,022 mph (698,468 km/h) – der erste Rekord, über die fliegende Meile (698,468 km/h). Dieses Ergebnis wurde 8 Tage später von Craig Breedlove im Spirit of America mit einer Geschwindigkeit von 468 mph (753.173 km/h) geschlagen.[15][3]
- 27. Oktober 1964: 536.710 mph (863.751 km/h).[15][3]
- 7. November 1965: 576,553 mph (927.872 km/h), die dritte und letzte gemessene Rekordgeschwindigkeit, die Green Monster erreichte.[15][3]

siehe auch: The Battle of Bonneville (Land Speed Record)

### Spätere Jahre
1966 kehrte Arfons erneut nach Bonneville zurück, erreichte jedoch „nur“ einen Bestwert von 554.017 mph (891,6039 km/h). Am 17. November verunglückte Arfons mit seinem Fahrzeug bei einer Geschwindigkeit von 610 mph, als ein Radlager festlief. Anschließend baute er einen weiteren Green Monster auf, verkaufte ihn jedoch an den Kalifornier Slick Gardner, ohne ihn jemals gefahren zu haben.
1989 trat Arfons mit Green Monster #27, einem 22 ft langen, 1800 lbs schweren Zweirad mit Stützrädern ein weiteres Mal in Bonneville an. Das Fahrzeug verlor die Bodenhaftung bei 350 mph, und Arfons baute es 1990 zu einem weniger radikalen vierrädrigen Fahrzeug um, konnte aber nur 177, 308 und 338 mph erreichen.

## „Green Monster“ als Water Speed Record-Jetboat
1967 startete Art Arfons einen Versuch, den Geschwindigkeitsweltrekord auf dem Wasser zu brechen, der damals mit 276,33 mph (444,71 km/h) vom Briten Donald Campbell gehalten wurde. Arfons wählte auch diesmal wieder einen sowohl kostengünstigen, als auch ungewöhnlichen Weg zur Umsetzung dieses Projektes. Statt der kompletten Neukonstruktion eines speziellen Hochgeschwindigkeits-Boots, nahm er die seit 1965 weiterentwickelte Version des Landspeedrecord-Fahrzeugs Green Monster (das auf Grund seiner Optik den Spitznamen Cyclops trug), montierte die Räder ab – und setzte stattdessen quasi „nur einen Ponton darunter“. Um diese Konstruktion bei zunehmender Geschwindigkeit in einen so genannten Dreipunkter zu verwandeln, integrierte er vorne in den Ponton zwei (nicht steuerbare, mit 50 psi Druck befüllte) 8:00 x 15 Firestone racing-slicks. Als dritter Punkt fungierte das Steuerruder am Heck, das Kurskorrekturen ermöglichte.
Dokumentierte Rennläufe für das Boot sind nicht überliefert. Verschiedene Quellen nehmen an, dass das Projekt in erster Linie eine PR-Action war: „Die Menge an Werbung, die dieses Ding bekam, bevor es jemals das Wasser berührte, war ziemlich unglaublich“ (Zitat). 1967 war Arfons, nur ein paar Jahre nach seinen brillanten Duellen mit Craig Breedlove immer noch eine große Figur in der Welt der Geschwindigkeitsrekorde, der dadurch vielleicht versuchte, in den Medien zu bleiben und Sponsoren und Fans „bei der Stange zu halten“. Ein anderer Ansatz für den nicht stattgefundenen Rekordversuch ist Arfons’ Unerfahrenheit auf dem Wasser (Zitat): „Ich war noch nie viel auf dem Wasser …Tatsache ist, ich habe noch nie ein Boot besessen. Und das schnellste, das ich auf dem Wasser gefahren bin, war vielleicht 40 Meilen pro Stunde, als die Küstenwache mich an Bord eines ihrer Patrouillenboote auf dem Lake Mead einlud.“

## „Green Monster“ als „Tractor-puller“
Ab 1973 wandte sich Art Arfons verstärkt dem Tractorpulling zu, wo er im Bereich der turbinengetriebenen „Puller“ zu den Pionieren gehörte: Er war zusammen mit seinem Partner Bob Frock der Erste, der eine solche Zusammenstellung einsetzte. Nur ein Jahr später, im August 1974, debütierte Arfons in Bowling Green, Ohio, mit seinem ersten eigenen „Green-Monster“-Puller und belegte den ersten Platz in der 7.000-Pfund-Klasse. Zusammen mit seinem Sohn und seiner Tochter, die die Tradition weiterführen, baute er eine Reihe von Zugtraktoren mit dem Namen Green Monster.
Nachdem Arfons gesehen hatte, wie Traktoren mit mehreren V8-Motoren erfolgreich wurden, baute er 1985 den ersten Traktor mit T-64-Antrieb. Diese Kreation mit zwei sowjetischen Panzer-Motoren wurde dem Namen „Green Monster“ erneut gerecht und verhalf Arfons zu einigen Erfolgen in der Rennserie der NTPA (National Tractor Pulling Association).

## Sonstiges
In dem 1970 herausgebrachten Quartett-Kartenspiel „Weltrekordfahrzeuge“ von F.X. Schmid war „Green Monster“ das Deckblatt und der zweithöchste „Stich“ nach der Bell X-15.
Es gibt ein deutsches Tractor-Pulling-Team, das ebenfalls Fahrzeuge mit dem Namen „Green Monster“ einsetzt.
„The Green Monster“ ist ein beliebter Spitzname für die 11,33 m hohe linke Feldmauer im Fenway Park, der Heimat des Baseballteams Boston Red Sox. Die Mauer steht 94 m vom Schlagmal entfernt und ist ein beliebtes Ziel für rechtshändige Schlagmänner (Batter).